# Arthur Gilbert
Pour les articles homonymes, voir Gilbert.
Arthur Gilbert (1er janvier 1879-1er juillet 1932) est un agriculteur, marchand et homme politique fédéral du Québec.

## Biographie
Né à Sainte-Monique dans la région du Centre-du-Québec, Arthur Gilbert devint député nationaliste dans la circonscription fédérale de Drummond—Arthabaska lors d'une élection partielle déclenchée après la nomination au Sénat du Canada du député sortant Louis Lavergne en 1910. Il sera défait en 1911 par le libéral Joseph Ovide Brouillard.
La victoire de Gilbert dans cette circonscription considérée comme un château fort libéral serait due à une opposition des électeurs à la création par le premier ministre Wilfrid Laurier de la Marine royale du Canada qui fut perçue par les nationalistes québécois, dont Henri Bourassa, comme un signe de support envers l'Empire britannique et la possibilité de la participation canadienne à une future guerre européenne. La perte de cette circonscription fut également vue comme une diminution massive envers les Libéraux de Laurier et une montée du nationalisme au Québec, ce qui conduira à la Crise de la conscription de 1917.